# Kościół Miłosierdzia Bożego w Tarnobrzegu
Kościół Miłosierdzia Bożego w Tarnobrzegu – rzymskokatolicki kościół parafialny należący do parafii pod tym samym wezwaniem (dekanat Tarnobrzeg diecezji sandomierskiej). Znajduje się w tarnobrzeskim osiedlu Dzików.
Jest to świątynia wzniesiona w latach 1995-1997 dzięki staraniom księdza Michała Józefczyka. Pierwsze nabożeństwo majowe w nowym kościele zostało odprawione już w 1996 roku. Przez kolejny rok były prowadzone prace związane z wykończeniem wnętrza świątyni. W latach 2015–2016 świątynia była kościołem stacyjnym w Roku Miłosierdzia. Kościół jest przykładem powielanych w różnych rejonach Podkarpacia współczesnych budowli sakralnych. Budowla jest trzynawowa, podłużna, posiadająca formę bazylikową, nakryta czterospadowym dachem nad nawą główną. Po jej bokach ponad dachami naw bocznych jest umieszczony rząd tradycyjnie, półkoliście zamkniętych okienek. Na frontonie i ścianie tylnej prezbiterium znajdują się okrągłe rozety – tylna jest przedzielona betonowym krzyżem. Na frontonie są umieszczone arkady, tworzące pewnego rodzaju portyk, oraz przechodząca w ośmiokątną kwadratowa wieża z prawej strony, z otwartymi arkadami oraz iglicą na szczycie. W ołtarzu głównym znajduje się krzyż oraz współczesne obrazy świętych mocno związanych z kultem Miłosierdzia Bożego.